# Danielle Dax

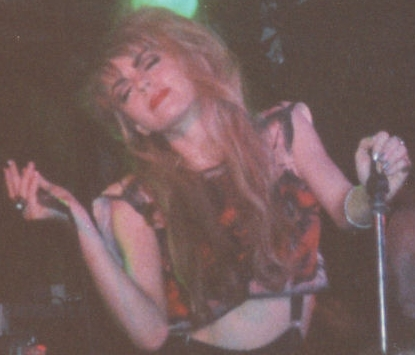
Danielle Dax 1990

Danielle Dax (* 23. September 1958 in Southend-on-Sea) ist eine englische Musikerin.
Danielle Dax begann ihre musikalische Laufbahn 1979 als Keyboarderin bei Army Turtle and the Crossroads.
1980 wurde sie Mitglied der Lemon Kittens, einer Band von Karl Blake. Blake und Dax veröffentlichten auf United Dairies mit den Lemon Kittens zwei Platten: We Buy A Hammer For Daddy (1980) sowie The Big Dentist (1982).
1982 trennte sich die Band, und Danielle Dax verfolgte fortan ihre Soloprojekte, während Blake die Shock Headed Peters gründete.
Ihre erste Soloveröffentlichung Pop Eyes folgte 1983.
Nach einem Gastspiel im Neil-Jordan-Film Die Zeit der Wölfe 1984 veröffentlichte sie ihr bekanntestes Werk, die EP Jesus Egg That Wept, aus der insbesondere das Stück Evil Honky Stomp ein Independent-Hit wurde.
Am 4. November 2022 wurde eine neue Single von Danielle Dax mit dem Titel „Invictus Arduis“ veröffentlicht. Die Single wurde auf transparentem Vinyl von dem unabhängigen Label Heaven’s Lathe veröffentlicht. Einhundert gedruckte Exemplare waren innerhalb der ersten Minute nach Veröffentlichung der Single ausverkauft. Das Projekt entstand in Zusammenarbeit mit ihrem langjährigen Kollegen David Knight und beinhaltete experimentelle Instrumentierung von Dax und Knight sowie Gesang und gesprochene Worte von Dax. Das Projekt verwendet Texte aus den zuvor veröffentlichten Songs „Cutting The Last Sheaf“, „Born To Be Bad“ und „Whistling For His Love“. Dies ist das erste neu veröffentlichte Material seit 27 Jahren, seit der Veröffentlichung der Timber Tongue EP im Jahr 1995.

## Diskografie (Auswahl)
- Lemon Kittens 1980 We Buy A Hammer For Daddy
- Lemon Kittens 1982 The Big Dentist

- Danielle Dax: 1984 Pop Eyes
- Danielle Dax: 1984 Jesus Egg That Wept
- Danielle Dax: 1987 Inky Bloaters
- Danielle Dax: 1988 Dark Adapted Eye
- Danielle Dax: 1990 Blast the Human Flower
- Danielle Dax: 1995 Comatose Non Reaction: The Thwarted Pop Career